# The Social Sector
Psych: The Social Sector (o The S#cial Sector) è un gioco di ruolo online in multiplayer per social network ispirato alla serie televisiva USA Network Psych, creata da Steve Franks.
Realizzato tra la sesta e la settima stagione dello show, The Social Sector consente ai vari fan, parimenti ad Hashtag Killer, di interagire direttamente coi due protagonisti tramite post seguendo via via gli sviluppi dell'indagine.

## Trama
Shawn e Gus, navigando su Internet si imbattono in un nuovo reality show online: "The Social Sector" in cui i sei partecipanti sono reclusi in una casa dall'ubicazione sconosciuta da cui vengono eliminati tramite votazione via web.
Nonostante l'apparente inoffensività del programma poco dopo la prima nomination emerge che lo sconosciuto presentatore è in realtà uno psicopatico intenzionato ad uccidere realmente i concorrenti eliminati.
Il "sensitivo" decide dunque di tentare di fermarlo sfruttando nuovamente la comunità dei social network locali (ovvero i giocatori), come già avvenuto per il caso dell'Hashtag Killer.

## Cast e personaggi
Parallelamente alle otto settimane occorse alla progressione online della trama, sono stati editi da USA Network una serie di cortometraggi di durata variabile con James Roday (Shawn), Dulé Hill (Gus) e Maggie Lawson (Jules), diretti personalmente da Kirsten Nelson (Vick).